# Käthe Bruns
Käthe Bruns (1879–1970?) gilt als die erste deutsche renommierte Sportjournalistin.

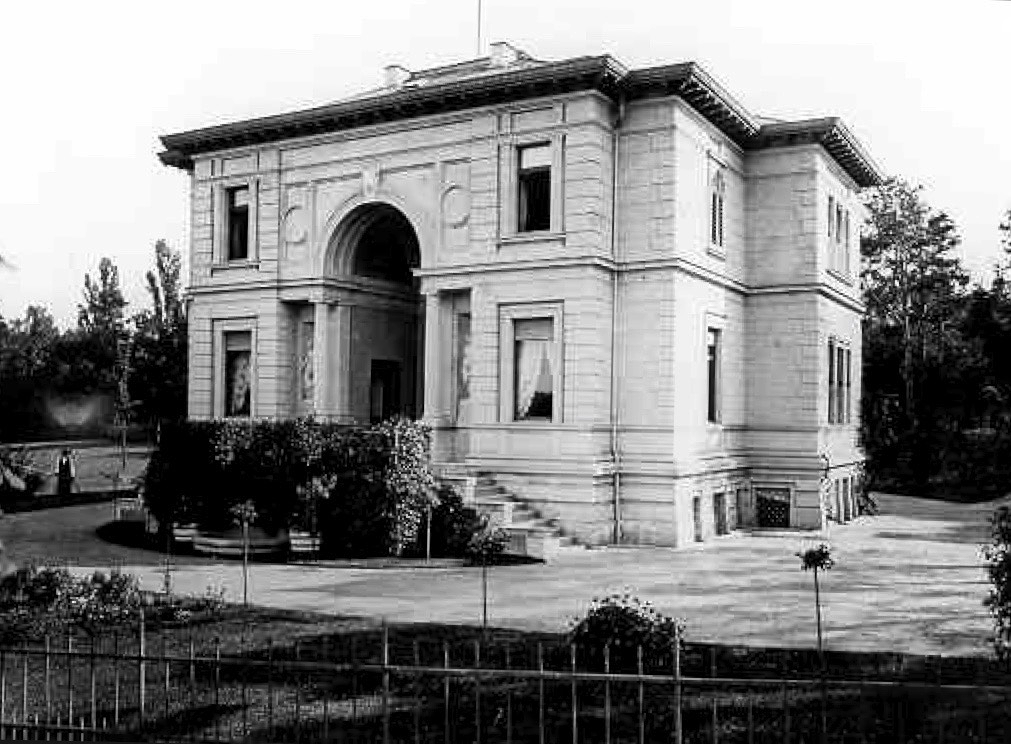
Villa Arons in Wannsee, ihr Elternhaus

Sie war die Tochter des bekannten Herrenseglers Barthold Arons (* 12. Februar 1850; † 3. Oktober 1933) und seiner Frau Bertha (gen. Betty), geb. Simon (* 1855; † 1932) und die Schwester von Bruno Ahrends (1878–1948) und Edmund (1883–1965). Arons war ein deutsch-jüdischer Bankier und Inhaber des Bankhauses Arons & Walter.
Wenn Arons sonntags keine Regatta segelte, nahm er seine Tochter auf seinem Segelschiff mit.
Vor dem Ersten Weltkrieg, im wilhelminischen Deutschland, waren Frauen in den meisten Segelclubs unerwünscht.
Käthe Bruns wurde nach dem Tod ihres Mannes Konsul Bruns (1928) eine sehr aktive Segelsportjournalistin.
Sie machte den Segelsport bei Frauen populär bzw. trug maßgeblich dazu bei, dass er nicht mehr als ein Sport (nur) für Männer gesehen wurde.
Sie lebte vorwiegend in Kiel und Berlin und war mit vielen deutschen akademischen Seglervereinen eng verbunden. Ihr Mann war einer der Gründer des ASV in Berlin und ihr Bruder war Kommodore des ASV München.
Ihre Autobiografie (Eine Frau segelt durchs Leben) erschien 1960.